# Domenico Blass
Domenico Blass (* 14. September 1966 in Zürich) ist ein Schweizer Drehbuchautor.

## Leben
Domenico Blass besuchte von 1979 bis 1985 das Literargymnasium Rämibühl in Zürich, daraufhin machte er eine Ausbildung zum Werbeassistent mit eidgenössischem Fachausweis SAWI. Von 1989 bis 1992 war er Redaktor und Redaktionsleiter von Roger Schawinskis Stadtmagazin Bonus. Ab 1993 folgten diverse Workshops und Seminare zu den Themen Drehbuch, Regie, Movie und Sitcom, unter anderen mit Charles Lewinsky, John Vorhaus und Ralf Husmann.
Zusammen mit Charles Lewinsky und Rolf Polier schrieb er ab dem Jahr 2000 für die Sitcom Fertig lustig. Seinen ersten grossen Erfolg feierte Domenico Blass im Jahr 2001 als Co-Autor der Filmkomödie Ernstfall in Havanna, welche er zusammen mit dem Hauptdarsteller Viktor Giacobbo und Sabine Boss schrieb. Von 2008 bis 2016 war er als Gag-Schreiber der Late-Night-Show Giacobbo/Müller tätig. Seit 2016 ist er für die Comedy-Formate des Radiosenders SRF 3 verantwortlich.
Blass begann schon früh, die kreativsten Zürcher Slang-Ausdrücke zu sammeln. Im Jahr 1989 wurden sie erstmals im Bonus-Magazin publiziert. Seither erschienen mehrere Auflagen des Züri-Slängikon (wortbildungsmässig eine Zusammensetzung von «Slang» und «Idiotikon») in Buchform, letztmals 2023.
Des Weiteren schreibt und bearbeitet er Musicals, Theaterstücke und Bühnenshows. Daneben ist er auch als Ghostwriter tätig und coacht Kabarettisten.

## Filmografie (Auswahl)
- 2000: Spuren im Eis (Thriller)
- 2000–2002: Fertig lustig (Sitcom)
- 2001: Ernstfall in Havanna (Filmkomödie)
- 2002: Füür oder Flamme (Filmkomödie)
- 2004: Bad News (Kurzfilm)
- 2005: Undercover (Filmkomödie)
- 2005–2007: Schöni Uussichte (Sitcom)
- 2006: Millionenschwer verliebt (Fernsehfilm)
- 2013: Der grosse Kanton (Mockumentary)
- 2008–2016: Giacobbo/Müller (Late-Night-Show)